# Майлз Кейн
Майлз Пітер Кейн (англ. Miles Peter Kane, нар. 17 березня 1986, Ліверпуль) — британський музикант, колишній учасник гуртів The Rascals та The Little Flames, нині вокаліст супергурту The Last Shadow Puppets (разом з Алексом Тернером) та сольний виконавець за сумісництвом.

## Біографія
Народжений у Ліверпулі, графство Мерсісайд, Майлз Кейн був єдиною дитиною, виховала його мати-одиначка.. Двоє його двоюрідних братів — Джеймс та Ян Скеллі — учасники ліверпульського інді-рок гурту The Coral. Майлз закінчив Hilbre High School Humanities College — цей же навчальний заклад закінчили не тільки брати Скеллі, але й актор Деніел Крейг.
У шкільному оркестрі Майлз почав грати на саксофоні, потім перейшов до гри на гітарі, яку йому подарувала тітка на 8 день народження. Що стосується вокалу, Майлз каже, знадобився час, щоб відчути впевненість у своєму голосі. Він зізнається у тому, що прагне постійно самовдосконалюватися — краще співати, краще грати, краще писати лірику. Музикант також має астму.
У 2009 році журнал New Musical Express включив Майлза до числа номінантів NME Awards у категорії «Найсексуальніший чоловік 2008». У серпні 2009 року Майлз також взяв участь у фотосесії відомого фотографа та модельєра Еді Слімана.

## Творча кар'єра

### The Little Flames
У грудні 2004 року у віці 18 років Майлз Кейн приєднується до The Little Flames як гітарист. Успіх гурту спершу був сумнівним — їх музику часто порівнювали з The Coral, а то й з такими гігантами, як Arctic Monkeys.
У 2005 році The Little Flames виступають на розігріві гурту Алекса Тернера Arctic Monkeys. Пізніше цей досвід неодноразово повторювався. Згідно зі словами Майлза, до цього він ніколи раніше не чув пісень Arctic Monkeys, що дивно, адже гурт на той момент вже був достатньо популярним не лише у Великій Британії, але й поза її межами. У будь-якому разі, 26 лютого 2007 року The Little Flames востаннє розігріли публіку на концерті Arctic Monkeys.
Гурт також встиг відіграти тур з The Coral, The Zutons, The Dead 60s та Arctic Monkeys.
The Little Flames розпались після того, як вокалістка Ева Петерсен вирішила розпочати сольну кар'єру. Існує й інша версія розпаду гурту. Так, у одному з інтерв'ю колишні учасники The Little Flames визнали, що у них часто ставались непорозуміння через різницю у віці (різниця приблизно у п'ять років).
Після розпаду The Little Flames у травні 2007 року, Майлз Кейн, барабанщик Грег Мікхол та бас-гітарист Джо Едвардс вирішили створити власний проект The Rascals. Як стверджують самі музиканти, гурт The Rascals мав відношення до музичного андеграунду.
У 2007 році Майлз, крім всього іншого, брав участь у діяльності Arctic Monkeys.

### Awaydays
The Last Shadow Puppets: Спільний проект з Алексом Тернером
Після знайомства та спільної творчої праці з фронтменом Arctic Monkeys, Алексом Тернером, народжується проект The Last Shadow Puppets. Новостворена група вирушає на південь Франції у супроводі продюсера, Джеймса Форда, для запису першого альбому The Age of Understatement (2008).

## Дискографія

### Студійні альбоми
| Назва альбому            | Деталі                                                                                        | Найвищі позиції в чарті | Найвищі позиції в чарті | Найвищі позиції в чарті | Найвищі позиції в чарті | Найвищі позиції в чарті | Найвищі позиції в чарті |
| Назва альбому            | Деталі                                                                                        | UK                      | BEL (VL)                | BEL (WAL)               | NED                     | FRA                     | SWI                     |
| ------------------------ | --------------------------------------------------------------------------------------------- | ----------------------- | ----------------------- | ----------------------- | ----------------------- | ----------------------- | ----------------------- |
| Colour of the Trap       | - Випущено: 6 травня 2011 - Лейбл: Columbia Records - Формат: CD, Цифрове завантаження        | 11                      | 35                      | 27                      | 61                      | 38                      | 76                      |
| Don't Forget Who You Are | - Випущено: 3 червня 2013 - Лейбл: Columbia Records - Формат: CD, Вініл, Цифрове завантаження | 8                       | 73                      | 60                      | 66                      | –                       | –                       |

### EPs
| EP                                   | Деталі EP | Найвища позиція у британському чарті (If released as a single too) |
| Live at iTunes Festival: London 2011 | * Випущено: 6 липня 2011 - Лейбл: Sony Music - Формат: iTunes download                                                                                              | N/A                                                                |
| First of My Kind                     | * Випущено: 21 квітня 2012 (вініл), 22 квітня 2012 (доступно для скачування) - Лейбл: Sony Music - Формат: Обмежена кількість CD Record Store Day Вініл, Скачування | 65                                                                 |
| ------------------------------------ | --- | ------------------------------------------------------------------ |

### Сингли
| Рік  | Сингл         | Найвищі позиції в чарті | Найвищі позиції в чарті | Найвищі позиції в чарті | Найвищі позиції в чарті | Альбом             |
| Рік  | Сингл         | UK                      | BEL (VL)                | BEL (WAL)               | FRA                     | Альбом             |
| ---- | ------------- | ----------------------- | ----------------------- | ----------------------- | ----------------------- | ------------------ |
| 2010 | «Inhaler»     | 171                     | —                       | —                       | —                       | Colour of the Trap |
| 2011 | «Come Closer» | 85                      | —                       | 23                      | 75                      | Colour of the Trap |
| 2011 | «Rearrange»   | 149                     | 3                       | 29                      | —                       | Colour of the Trap |

## Цікаві факти
- Улюблений музичний альбом Майлза — A Hard Day's Night — The Beatles
- Улюблені пісні The Beatles — «If I Fell[en]» та «Things We Said Today[en]».
- Гурти, що надихали Майлза, коли йому було 16 років, — The Coral та The Libertines. Те, що в The Coral грав двоюрідний брат, Джеймс Скеллі (англ. James Skelly), фактично зумовило розвиток музичної кар'єри Майлза. А сам Джеймс Скеллі надихав Майлза, будучи його першим вчителем.